# ウォーター・スクープ

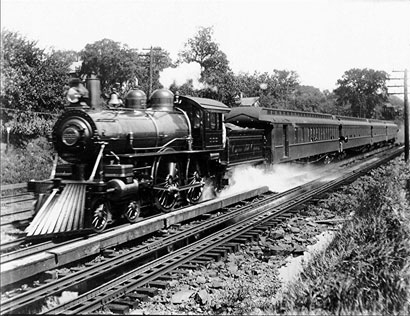
ニューヨーク・セントラル鉄道の「エンパイア・ステート・エクスプレス」(Empire State Express) がニューヨーク州パレイティン (Palatine) でウォーター・スクープを用いて給水しているところ、1905年

ウォーター・スクープ（英語: Water scoop）は、蒸気機関車が走行中に給水を受けるために使用する設備である。平坦な区間においてレールの間に長い溝を掘り、そこに水を満たしておく。蒸気機関車がここを通過するときに装備しているウォーター・スクープを降ろすと、機関車が走っている勢いで水がスクープに流れ込み、炭水車の水タンクに入る仕組みになっている。地上側の水をためておく溝のことを、アメリカ英語ではトラック・パン (Track pan)、イギリス英語ではウォーター・トラフ (Water trough) と称した。

## 地上側の設備
蒸気機関車は走行するために、かなりの量の水を消費する。テンダ機関車の場合は炭水車に、タンク機関車の場合は機関車本体の水タンクに水を貯蔵しているが、運行中に定期的に水を補給する必要がある。長距離にわたってノンストップの列車を運行しようとする場合は、走行中に給水する手段が必要となる。
ビクトリア朝時代の機関車技術者であったジョン・ラムズボトム (John Ramsbottom) は、この要求に応えるためにウォーター・スクープの仕組みを考え出した。ウォーター・トラフは、レールの間に数百ヤードにわたって浅く掘られる。通過する列車が水を消費していくので、近くに水の補給源が必要である。この設備は全体にわたって平坦な区間に設置する必要がある。十分に水を補給するためには、ある程度の速度で列車が走っている必要があるので、停車駅との距離が十分あることが必要である。
初めてこの設備が設置されたのは、ロンドン・アンド・ノース・ウェスタン鉄道 (London and North Western Railway) のノース・ウェールズ・コースト線のモホドレ (Mochdre) で、1860年10月のことであった。

## 機関車側の設備
ウォーター・スクープは、炭水車の下部、またはタンク機関車の場合は機関車自体の下部に取り付けられる。ねじを巻く仕組みか、あるいは圧縮空気による機構で、上げ下げできるようになっている。ウォーター・スクープは水タンク内のパイプにつながっており、タンクに水を流し込むようになっている。
イギリスの蒸気機関車などを見るとテンダーにラクダのこぶのようなものがある車両があるが、これはこうした給水用のサイフォンチューブのカバーである。
タンク内の空気が抜けていくように、水タンクは換気が可能な構造にする必要がある。
アメリカのノーフォーク・アンド・ウェスタン鉄道は、トラック・パンを使用しない方法を考案した。上り勾配の中には、ある程度勢いをつけて登らなければならないものがある。給水のために列車を止めると、勾配を登るためには補助機関車が必要であった。しかし列車を停車させなければ、勢いで登っていくことができ、補助機関車は不要であった。このことから、ノーフォーク・アンド・ウェスタン鉄道では補助の水タンク車を連結して、大量の水を携行することで、給水のために列車を止める必要をなくし、補助機関車の連結を不要にした。この結果として補助機関車用の機関区を廃止することができた。
日本においても、第二次世界大戦前に超特急「燕」を運転するに際してウォーター・スクープの利用が検討された。しかし結局これは採用されず、水タンク車（国鉄ミキ20形貨車）を連結して解決することになった（ただし、これも営業運転開始後に問題が発生し、最終的には静岡駅に停車して30秒で2トンの給水を実施することになる）。日本の鉄道では、ウォーター・スクープの利用例はない。

## 運行上の注意
ウォーター・スクープで給水すると、その後部にかなりの水しぶきが飛ぶ。これにより先頭に近い客車の乗客に水がかかる恐れがあり、イギリスでは車掌が先頭車両の乗客に窓を閉めるように案内することになっていた。ロンドン・ミッドランド・アンド・スコティッシュ鉄道では、流線型の「コロネーションクラス」蒸気機関車が対向列車として同時にウォーター・トラフ区間に入ったことがあった。水しぶきにより炭水車の石炭が飛ばされて対向列車の窓ガラスが割れ、びしょびしょになった乗客から苦情が来ることになってしまった。このため鉄道会社ではダイヤを変更して、同時にウォーター・トラフに対向列車が進入しないようにした。
ウォーター・スクープの操作は正しい場所で行う必要がある。ウォーター・トラフの始まる少し後に降ろし、タンクが一杯になるかウォーター・トラフの終わる少し手前で上げなければならない。タンクの水が一杯になったのに上げずにいると、溢れた水が運転台に流れ込んでしまい、ときには石炭を投じるためのシャベルを押し流して運行不能に陥ってしまうこともあった。線路脇に標識が立てられており、乗務員にウォーター・スクープの上げ下げの場所を示していた。イギリスでは、大きな白い長方形の標識に波線が入った標識であった。アメリカでは、夜間の使用に備えて照明つきの標識が使用されていた。
水を大量にまきちらすと、保線の問題がある。また物理的に溝を線路の間に掘っているので、保線機械の使用が難しい。とても寒い季節には、水を温める装置を付けなければ凍ってしまうこともあった。
イギリスの水は硬水であり、そのままではボイラーによくないことから、添加剤を混ぜて軟水化していた。したがってある程度の費用がかかっており、余分に撒き散らしてしまうのは問題があった。ウォーター・スクープは水をできるだけ効率よく取り入れることができるように工夫がなされていた。
ウォーター・トラフは、一度使用すると水を再びためるのにしばらく時間が掛かった。このため列車同士があまりに接近していると使うことができなかった。また、設備が高価であり、ポンプを配置し複雑な配管を行い、保守するための人員を配置しなければならなかった。このため、ある程度の交通量のある路線のみに設置された。アメリカ合衆国では、東部の大鉄道会社のみこれを使用し、特に使用していたのはニューヨーク・セントラル鉄道とペンシルバニア鉄道であった。
イギリスではほとんどの路線で見られたが、サザン鉄道では使用していなかった。このため、イギリスの蒸気機関車の炭水車は一般に小型であったのに対して、サザン鉄道だけは大型の炭水車を装備していた。

## ディーゼル機関車による使用
イギリス国鉄は、1950年代からディーゼル機関車の導入を開始したが、1968年まで蒸気機関車と併用されていた。この頃の客車の暖房は蒸気暖房を使用しており、機関車のボイラーから蒸気を供給して暖めるものであった。初期のディーゼル機関車はそのためのボイラーを搭載していた。長距離のノンストップ走行を想定していたディーゼル機関車は、ウォーター・スクープを装備しており、蒸気発生装置で使用する水をウォーター・トラフから補給できるようになっていた。蒸気機関車がなくなり、電気暖房を装備した車両が導入されるようになると、ウォーター・スクープの必要はなくなり、こうした車両からも撤去された。

## ウォーター・トラフの設置場所
グレート・ウェスタン鉄道で1930年代のウォーター・トラフ設置状況を示した地図が再刊されている。これによれば、設置間隔は40–50マイル (64–80 km)おきであったが、ばらつきがかなりある。ブリストル・テンプル・ミーズ駅からわずか2マイル (3.2 km)のセント・アンズ・パークに設置されているなど、大きな駅からごく近くに設置されている例もあった。ウォーター・トラフの長さも示されており、524–620ヤード (479–567 m)であった。